# 臺東武德殿
臺東武德殿，有時以主建築體東武館為名，是大日本武德會臺灣地方本部臺東支部在臺東廳臺東街設置的武德殿，為臺灣日治時期臺東代表性建築，戰後改作政府機關公共建築使用，直到1980年遭拆除，原址現為國立臺東生活美學館。

## 歷史沿革
大日本武德會為具備半官方性質的警察團體，且透過警察系統推廣運作，1900年開始在臺灣各級地方政府設置分部，臺東廳則在1901年(明治34年)設置臺東廳武德會委員部。1920年(大正9年)武德會在臺各分部合併改組為「大日本武德會臺灣地方本部」，並在各州、廳級設支部，各郡、市級設支所，街、庄級設分會，武德會臺東廳委員部也擴大為臺東支部，並在臺東廳轄下設立支所及分會。
武德會臺東支部是以臺東街（今臺東市東邊）的臺東武德殿為營運中心，並在臺東廳轄下各支廳設有里壠武德殿、新港武德殿、大武武德殿等武德殿，另外在岩灣臺東開導所的｢開導所演武道場｣。
第二次世界大戰於1945年結束後，武德會在臺本部遭強制解散，臺東支部也結束運作，武德殿也停止運作。

## 建築
臺灣日治時期臺東廳的武德殿建築，包含大日本武德會在臺東廳的分支單位所設置的演武場與弓道場，曾有三代的武德殿建築。大日本武德會臺東廳的分支主要臺東廳警政官員營運，因此管理與主要使用者為臺東廳警務課的警察。
武德會臺東支部於1928年8月開始建造新的武德殿，總工程費用約為15000日圓，當年9月7日落成。被命名為｢東武館｣，新址位於原臺東廳舍左前方，採日本社殿式樣建築手法，主體建築為入母屋式屋頂，入口門廊為入母屋破風，整棟皆為木結構建築。其建築體使用臺東廳蕃地的櫸木，建築體94坪，落成時是當時臺東街上引起民眾注意的宏偉建築。東武館除了當地武德會使用外，有時也作為官方會議或接待地點。第二次世界大戰期間，東武館內另設置弓道場，於1940年3月10日落成。
1945年中華民國政府接收臺灣後，原東武館不再做為武德殿使用，但其日式木造建築仍以政府機關公共建築使用。1946年時改為臺灣省立臺東鄉土館辦公建築，1948年5月臺東鄉土館改制為臺灣省立臺東圖書館，1955年1月再改制為臺灣省立臺東社會教育館，除社教館一般業務外，兼辦圖書館業務。1980年社會教育館拆除木造建築，原址改建水泥建築。